# Oves hluchý
Oves hluchý (Avena fatua) je travina z čeledi lipnicovité, která je také známa pod synonymem ovsaha.

## Popis
Je to jednoletá tráva se stébly vysokými 50 až 120 cm. Vytváří menší trsy. Listy mají ploché lysé čepele široké až 15 mm. Květenství je všestranná lata, rozkladitá s drsnými větvičkami, rovnoběžně odstálými, asi 30–40 cm dlouhá. Klásky jsou tříkvěté, dlouhé asi 18–25 mm, osinaté, při dozrání se rozpadají. Osa klásků je chlupatá. Plevy jsou stejné, špičaté, dlouhé 2–2,5 cm. Pluchy má lesklé, špičaté, kopinaté, dlouhé 14–20 mm, dvouzubé se štětinami dlouhými asi 5 mm.
Plodem je pluchatá obilka, protáhle kopinatá, dlouhá 12–20 a široká 2,5–3,5 mm s tuhou, z boku vyrůstající zalomenou osinou dlouhou 2–4 cm, dole spirálově stočenou.

## Přírodní prostředí
Oves hluchý je ve středoevropských podmínkách rozšířen zvláště na těžkých jílovitých půdách v oblastech s nižší nadmořskou výškou, kde obilky vydrží v půdě déle životné. Roste hlavně v obilí, v okopaninách, na úhorech a rumištích. Daří se mu i v horách až po hranici růstu obilných kultur.

## Rozšíření
Domovské oblasti pro oves hluchý jsou Evropa, severní Afrika, Etiopie a Asie. Mimo tato území byl zavlečen do celé Ameriky.

## Reprodukce
Rozšiřuje se výhradně semeny, jedná rostlina vyprodukuje až 1000 obilek. Základním způsobem šíření ovsa hluchého je vysemenění obilek na stanovišti, osinaté obilky se také snadno přichycují na srst zvířat a mohou se také snadno šířit větrem. Osina je hydroskopická a při změně vlhkosti vykonává otáčivý pohyb, který může zašpičatělou obilku zavrtat do půdy. Obilky po dozrání hned neklíčí, potřebují ještě asi 5 měsíců k fyziologickému dozrání, doba kolísá podle teploty a vlhkosti. Pak vyklíčí cca ze 70 %, po přezimování klíčí téměř ze 100 %. Nejlépe klíčí v hloubce 3–5 cm, obilky s poraněnými nebo odstraněnými pluchami klíčí snadněji. Klíčivost si podržují vlhké půdě 3, v suché 5 let.
Z jara začíná klíčit při 10 a více °C. Růst ovsa hluchého je mnohem rychlejší než obilí, dokáže mnohem lépe čerpat z půdy vodu a živiny. Je to proto, že při metání je poměr kořenů k nadzemní části u obilí asi 1 : 5 a u ovsa hluchého 1 : 1. Nejdříve dozrávají laty hlavních stébel, a to nejdříve na vrcholu a teprve později spodní. Teprve pak uzrávají i stébla odnožovací. První převážná část zralých semen vypadá do půdy, zbytek se sklidí současně s obilím a při používání nečištěného zrní pro další výsev se rozšiřuje do dalších polních ploch.

## Význam
Oves hluchý je plevelnou rostlinou rostoucí v obilovinách, luskoviny, silážní kukuřici a okopaninách. Nejvíce škodí v jařinách, které se mnohdy musí zaorat, protože jsou ovsem hluchým přerostlé. Ozimy již mají v době, kdy oves hluchý klíčí, zapojené porosty a jeho růst většinou potlačí. V okopaninách ho udržíme na přiměřené míře častým kypřením. Je možno ho zkrmovat ještě za zelena, později ostré osiny zvířatům škodí.
Pro svou vlastnost, že převážná část obilek samovolně vypadne při dozrání, se nedá prakticky využívat jako obilnina.